# PlayTV
PlayTv, prodotto da Sony Computer Entertainment Europe, è un accessorio che consente di vedere e registrare su disco fisso i programmi televisivi sulla console PlayStation 3. È compatibile solo con le trasmissioni in digitale terrestre in chiaro.
Supporta la connessione Wi-Fi per consentire la riproduzione dei canali televisivi anche su PlayStation Portable; ciò consente di impostare la registrazione in maniera remota e guardare la TV live scaricata su PSP con funzione di riproduzione remota.
Offre la possibilità di guardare un programma mentre se ne registra un altro compatibile sia con segnali televisivi standard che in alta definizione. Include anche una guida elettronica ai programmi, può essere utilizzata con il controller Sixaxis di PlayStation 3 o con il telecomando.

## Caratteristiche
LiveTV:
La funzione Live TV consente di accedere ai canali trasmessi in chiaro. Mentre si utilizza l'opzione Live TV, la programmazione live è memorizzata nella cache, in modo che gli utenti possano mettere in pausa, riavvolgere e avanzare rapidamente così come registrare o attivare i sottotitoli. PlayTV consente agli utenti di guardare un programma mentre se ne registra un altro.
Guida elettronica ai programmi:
Il software implementa una Guida elettronica ai programmi di 7 giorni. PlayTV permette agli utenti di impostare la registrazione e cambiare canale dalla guida, selezionando anche alcuni preferiti. La guida mostra una descrizione completa di tutti i programmi. Durante l'impostazione delle registrazioni, gli utenti possono impostare se si desidera ripetere le registrazioni giornaliere o settimanali per un massimo di 26 volte.
Libreria:
La libreria PlayTV è dove tutti i contenuti raccolti vengono memorizzati e possono essere visualizzati in seguito in un elenco o in una visualizzazione di miniature. La libreria permette anche di esportare i contenuti direttamente su PlayStation 3.
Pianificazione:
La funzione di pianificazione consente agli utenti di modificare le loro registrazioni programmate.
Trova e registra:
Questa funzione permette all'utente di ricercare, attraverso parole chiave, i programmi presenti nella programmazione di 7 giorni e permette di impostare la registrazione manuale utilizzando il canale, la data e l'ora che si desidera registrare.
Tv mobile con PSP:
La connettività WiFi con PSP permette di visualizzare in qualsiasi momento programmi televisivi in diretta o registrati. Utilizzando la funzionalità di riproduzione remota di PlayStation 3, i proprietari possono utilizzare una PSP per accedere alla console PlayStation 3 da qualsiasi parte del mondo via internet. La funzionalità Remote Play permette di 'svegliare' la PlayStation 3 dalla modalità stand-by, il che consente all'utente di guardare programmi TV in diretta, impostare le registrazioni e guardare contenuti in precedenza registrati.
Manuali:
PlayTV dispone di un manuale elettronico. Questo agisce come un riferimento rapido alle varie funzioni di un controller, Blu-ray, controllo remoto e la riproduzione remota utilizzando una console PSP
Impostazioni ed altre funzionalità:
- Parental Lock;
- PlayTV può solo registrare sul disco rigido interno della PlayStation 3. I video registrati possono in seguito essere trasferiti ad un dispositivo di archiviazione esterno;
- Codec: PlayTV supporta MPEG-2 e MPEG-4 AVC;
- PlayTV può essere comandato a distanza da un telecomando Blu-ray.

Sony ha dichiarato che PlayTv sarebbe in grado di registrare programmi TV durante l'esecuzione di giochi per PlayStation 3 e PlayStation 4; il codice per la funzione è già stato inserito nella versione 2.41 del firmware. Per utilizzare il prodotto comunque sono richiesti 5 GB di spazio libero per l'installazione.
Sony ha successivamente dichiarato che PlayTV fosse incompatibile con il prossimo standard UK Freeview HD, in quanto utilizza il sistema DVB-T2.

## Date di lancio
Il dispositivo è stato lanciato in Gran Bretagna il 19 settembre 2008 (nella prima settimana sono state vendute 85 000 unità
) ed in seguito in tutta Europa.
In Australia e in Nuova Zelanda PlayTV è stato distribuito 2 mesi dopo l'Europa.
Poiché il Nord America usa lo standard NTSC/ATSC al posto del DVB-T, PlayTV non è compatibile con i sistemi televisivi in quella regione.

### Aggiornamenti software
Nel febbraio 2009 è stato pubblicato un aggiornamento, che fornisce un migliore upscaling a definizione standard..
Un ulteriore aggiornamento è stato annunciato il 2 aprile 2009, che include nuovi controlli per il volume e per la ricerca, migliora l'upscaling di definizione standard e un accesso più rapido ai programmi TV.

## Linux e Windows
Il dispositivo può essere utilizzato in Linux dalla versione 2.6.30 in poi. Può anche essere utilizzato in Microsoft Windows in entrambe le versioni a 32 o 64 bit.
In Linux o Windows, PlayTV è in grado di gestire gli standard MPEG-4 AVC usati nell'Europa continentale.